# Gilles Deleuze
Gilles Deleuze (ur. 18 stycznia 1925 w Paryżu, zm. 4 listopada 1995 tamże) – filozof francuski.

## Życiorys
Jest często utożsamiany z nie-Heglowską „filozofią różnicy”, która przypomina myśl Jacques’a Derridy. Jednak Deleuzjanska inspiracja płynęła bardziej od Nietzschego aniżeli Heideggera, i jego metoda nie jest dekonstrukcją. Deleuze napisał wiele oryginalnych prac w obrębie francuskiej powojennej filozofii odnośnie do postaci historycznych, takich jak Hume, Kant, Bergson, Leibniz i Spinoza, zanim zaproponował własną wysoce skomplikowaną i interdyscyplinarną koncepcję obrazu myśli, którą nazwał „empiryzmem transcendentalnym”, przedstawionym w Różnicy i powtórzeniu oraz Logice sensu. 
W 1968 nawiązał kontakt z radykalnym psychoanalitykiem Feliksem Guattarim, we współpracy z którym napisał cztery prace w ciągu następnych dwóch dekad, poczynając od pisanego pod wpływem wydarzeń Maja 1968 francuskiego bestsellera z 1972 roku Anty-Edyp. Kapitalizm i schizofrenia, który ugruntował ich pozycje, Kafka. Ku literaturze mniejszej, Tysiąc plateau, oraz Co to jest filozofia?, bestseller w 1991. Deleuze pisał również liczne studia estetyczne, takie jak wpływowe książki o Prouście, Baconie, o kinie, a także studium o Foucaulcie, jego serdecznym znajomym i sprzymierzeńcu. 
Od 1969 roku był wykładowcą na Ósmym Uniwersytecie Paryskim (Vincennes/St Denis), gdzie pracował do emerytury w 1987. W wielu wspomnieniach był określany jako ostatni wielki filozof francuski. Kariera Deleuze’a sięga roku 1945, chociaż pozostawał nieznany aż do 1962 kiedy ukazała się publikacja Nietzsche i filozofia, a jego twórczość pozostawała poza zasięgiem świata anglojęzycznego aż do początków lat dziewięćdziesiątych, kiedy zostały przetłumaczone jego ważniejsze indywidualne dzieła. 
Myśl Deleuze’a nie przystaje do żadnej oficjalnej doktryny teoretycznej, nawet jeśli niektóre idee przywodzą na myśl dekonstrukcję czy postmodernizm. Pomimo długotrwałej znajomości z Jeanem-François Lyotardem, Deleuze nie interesował się takimi zagadnieniami, jak myśl postmodernistyczna, koniec historii albo upadek metafizyki. Pomimo wieloletniej przyjaźni i poparcia ze strony Foucaulta Deleuze nie przyjął praktyki metody empirycznego studiowania dyskursów historycznych, które okazały się bardzo wpływowe w obrębie nowego historyzmu, jak i innych podejść krytycznych. Zamiast tego, jego uwaga całkowicie skupiła się na wytrwałym i systematycznym projekcie odnowy samej filozofii, rozumianej jako sztuka kreowania koncepcji aniżeli logicznej kalkulacji, legitymizowania nauki, czy doktryny odzwierciedlania rzeczywistości. Jego dzieło jest zawsze afirmatywne nawet kiedy podejmuje się krytyki i nigdy nie uprzywilejowuje żadnego modelu myślowego na dłuższą metę, np. tekstualnego modelu dekonstrukcji.

## Śmierć
W listopadzie 1995 roku, niezdolny do żadnej twórczej pracy na skutek postępującej choroby układu oddechowego, odebrał sobie życie wyskakując z okna apartamentu w Paryżu.

## Życie prywatne
Miał żonę i dwójkę dzieci. Nie obcinał paznokci, ponieważ, jak kiedyś wyjaśnił, dzięki nim mógł dotknąć jakiś przedmiot, bez ostrego bólu.

## Poglądy
Przedstawiciel poststrukturalizmu, krytyk materializmu dialektycznego, psychoanalizy i strukturalizmu. Uważany za jednego z myślicieli postmodernistycznych.
Główne pojęcia filozofii Gilles'a Deleuze:
- Plan Immanencji
- Plan Wirtualny
- Ciało Bez Organów
- Schizoanaliza
- Kłącze
- Deterytorializacja.

## Publikacje
- Bergsonizm (1999; Le Bergsonisme) wyd. pol. Wydawnictwo KR
- Anty-Edyp. Kapitalizm i schizofrenia ( 2016; Capitalisme et Schizophrénie 1. L'Anti-Œdipe, wraz z F. Guattarim), wyd. pol. Wydawnictwo Krytyki Politycznej[2]
- Tysiąc plateau. Kapitalizm i schizofrenia 2 (2015; Capitalisme et Schizophrénie 2. Mille Plateaux, wraz z F. Guattarim)
- Co to jest filozofia? (2000; Qu'est-ce que la philosophie?, wraz z F. Guattarim)
- Empiryzm i subiektywność: esej o naturze ludzkiej według Hume'a (2000; Empirisme et subjectivité)
- Filozofia krytyczna Kanta: doktryna władz (1999; La philosophie critique de Kant)
- Foucault (2004; Foucault)
- Logika sensu (2011 Logique du Sens)
- Nietzsche i filozofia (I wyd. 1993, II wyd. 1997; Nietzsche et la philosophie)
- Proust i znaki (2000; Proust et les signes)
- Różnica i powtórzenie (1997; Différence et répétition)
- Negocjacje 1972-1990 (2007; Pourparlers)
- Kino: 1. Obraz-ruch, 2. Obraz-czas (2008; L'image-mouvement. Cinéma 1, L'image-temps. Cinéma 2)
- Spinoza. Filozofia praktyczna (2014; Spinoza - Philosophie pratique)
- Fałda. Leibniz a barok (2014; Le Pli - Leibniz et le baroque)
- Krytyka i klinika (2016; Critique et clinique)
- Kafka. Ku literaturze mniejszej (2016; Kafka: pour une littérature mineure, wraz z F. Guattarim)
- Nietzsche (2012; Nietzsche)
- Bacon. Logika wrażenia (2018; Francis Bacon – Logique de la sensation)